# جمعة الوهيبي
جمعة عبد الله الوهيبي (مواليد 2 مارس 1980) هو لاعب كرة قدم عماني يلعب للشباب.

## المسيرة الرياضية مع المنتخب
تم اختيار جمعة للمنتخب الوطني للمرة الأولى في عام 2002. لعب في تصفيات كأس العالم 2006 (آسيا) وتصفيات كأس آسيا 2007 وكأس آسيا 2007.